# Joinville (Brasil)
Joinville és la ciutat més gran de l'estat brasiler de Santa Catarina (515.288 habitants segons el cens de 2010).